# Быховец, Иван Рошкевич
Иван Рошкевич Быховец (укр. Іван Рошкевич Биховець; около 1630 — ?) — украинский дипломатический деятель гетмана И. Мазепы, войсковой канцелярист, переводчик Войска Запорожского.
Согласно «Реестра войска Запорожского», в 1649 году в Нежинском полку упоминается рядовой казак Иван Быховец, что дает основание считать его участником восстания Хмельницкого. В 1665 году гетман Войска Запорожского (левобережный) И. Брюховецкий посылал генерального есаула Я. Лизогуба с канцеляристом-переводчиком И. Быховцом к калмыцкому хану Аюки с просьбой оказать помощь в войне с поляками. Дипломаты, как сообщает Лизогубовская летопись, успешно справились с заданием «Калмыков, которых 6000, препроводили к гетману».
В 1669 г. подпись Ивана Быховца как «подписка войсковой канцелярии» встречается под статьями о выборе Демьяна Многогрешного, преемником Брюховецкого на посту гетмана.
В купчей 1671 г. сообщалось, что Олишевский обыватель Тарас Андреевич продал Ивану Рошкевичу Быховцу хутор. Очевидно, речь идет о хуторе Грабовский, числившийся за канцеляристом и его семьей. И. Быховец приобрел также после 1667 г. мельницу под Воронежем на реке Османь (нынешняя Орловская область) и основал слободу под Олишевкой.
После смещения гетмана канцелярист Быховец перебрался на Правобережье в Чигирин под знамёна гетмана Правобережной Украины П. Дорошенко. В 1674 г. основная часть казацкой старшины и казаков правобережного гетманата перешла на Левобережье. Ушел с ними и И. Быховец.
Гетман Войска Запорожского на Левобережной Украине И. Самойлович периодически использовал способности перебежчика, в частности, его знание языка ордынцев. Так, в 1677 г. он послал Быховца к калмыцким тайджи с просьбой прислать войска для совместного участия в Чигиринском походе.
Служба в Чигирине писарем суда при П. Дорошенко, литературные занятия канцеляриста сблизили И. Быховца с И. Мазепой. В Крыму его считали ближайшим к гетману человеком. Есть свидетельства того, что уже в 1693 г. он назывался важным войсковым товарищем. Быховец выполнял различные дипломатические поручения Мазепы. Известно, что 17 августа 1697 г. от будучи гетманским посланником развозил приказы городам по Днепру и Пслу.
В 1704 году гетман поручил ему реализацию важной дипломатической миссии в Крыму. О ней Иван Быховец подробно рассказал в своем «Диариуше», своеобразном отчете обо всем услышанном, увиденном, адресованном как Мазепе, так и московским чиновникам (копия его заметок направлялась в Москву). Гетманский посланник встречался с Крымским ханом Селим-Гиреем. Мазепинский дипломат, как видно из его заметок, хорошо знал положение в Крыму, Польше, владел татарским языком, ибо «сам с ними переводил». В ходе своей миссии он добился освобождения из неволи многих земляков, захваченных в полон.
С. Величко одним из источников своего труда «Летопись событий в Юго-Западной России в XVII в.» назвал дневник Самуила Зорьки, который попал к нему от друга — канцеляриста Сильвестра Быховца. Отец последнего Иван Быховец «был за канцеляриста при тогобичних чигиринских гетманах и там переписал себе тот Диариуш деяний Хмельницкого».
Некоторые историки приписывают Ивану Быховцу авторство Летописи самовидца, одного из фундаментальных источников по истории Восточной Европы XVII века, в частности периода Хмельничины.